# Drypetes poilanei
Drypetes poilanei là một loài thực vật có hoa trong họ Putranjivaceae. Loài này được Gagnep. mô tả khoa học đầu tiên năm 1924.